# Cerro Carángano
El Cerro Carángano (10°22′02″N 67°11′37″O / 10.3672, -67.1937) es una formación de montaña ubicada al norte de Las Tejerías y al sur del parque nacional Macarao, Venezuela. Sus referencias de altura varían entre 2066 m s. n. m. y 2135 m s. n. m., haciendo que sea una de las montañas más elevadas del Estado Aragua y la más alta del municipio Santos Michelena. 

## Ubicación
El Cerro Carángano es parte del límite norte de la parroquia Las Tejerías con el Estado Miranda. Colinda hacia el sur con La Ciénaga y Quiripital que es la principal fila al norte de Las Tejerías. Hacia el Oeste colinda con las comunidades de montaña La Enea y El Jarillo en los alrededores del Cerro El Palmar y el Topo Pan de Azúcar. Hacia el Este con el Topo El Roble y la Colonia Tovar. Hacia el norte se continúa con la fila por donde transita la Carretera Junquito-Colonia Tovar y la cordillera montañosa que lleva a la bahía Chichiriviche de la Costa.